# Maumturk Mountains
Maumturk Mountains är en bergskedja i republiken Irland.   Den ligger i grevskapet County Galway och provinsen Connacht, i den nordvästra delen av landet, 230 km väster om huvudstaden Dublin.